# Santiago Carabalí
Santiago Carabalí Lucumí (Quinamayó Toribío, Cauca Colombia; 18 de agosto de 1989) es un futbolista colombiano. Juega de centrocampista defensivo.

## Debut y equipos
Es un habilidoso volante juvenil que ha desarrollado su carrera en los equipos vallecaucanos, Santiago realizó su proceso de formación como futbolista en América de Cali. En el año 2008 fue el técnico Diego Edison Umaña quien lo ascendió al plantel principal; sin embargo debutó en la temporada 2011 de la Categoría Primera B defendiendo los colores del Depor Aguablanca, tras un buen primer semestre de 2012 donde demostró ser rápido y desequilibrante, llega en condición de préstamo por una temporada al cuadro que dirige Eduardo Lara.

## Clubes
| Club            | País     | Año         |
| --------------- | -------- | ----------- |
| América de Cali | Colombia | 2008        |
| Atlético F. C.  | Colombia | 2011 - 2012 |
| América de Cali | Colombia | 2012        |
| Atlético F. C.  | Colombia | 2013 - 2016 |

## Palmarés

### Campeonatos nacionales
| Título              | Club            | País     | Año  |
| ------------------- | --------------- | -------- | ---- |
| Torneo Finalización | América de Cali | Colombia | 2008 |